# Gonatocerus tuberculifemur
Gonatocerus tuberculifemur är en stekelart som först beskrevs av Dmitriy Alekseevich Ogloblin 1957.  Gonatocerus tuberculifemur ingår i släktet Gonatocerus och familjen dvärgsteklar. Inga underarter finns listade i Catalogue of Life.